# HMS Arno
HMS Arno – brytyjski niszczyciel z okresu I wojny światowej. Pierwotnie okręt został zamówiony we Włoszech przez rząd Portugalii i zwodowany 22 grudnia 1914 roku jako NRP „Liz” w stoczni Ansaldo w Genui. W trakcie wyposażania jednostka została zakupiona przez Wielką Brytanię i weszła w skład Royal Navy w czerwcu 1915 roku, już jako HMS „Arno”. Okręt zatonął w rejonie Dardaneli 23 marca 1918 roku, po kolizji z innym brytyjskim niszczycielem – HMS „Hope”.

## Projekt i budowa
Projekt przyszłego HMS „Arno” bazował na budowanych dla Regia Marina niszczycielach typu Soldato. Okręt różnił się jednak od pierwowzoru podniesionym pokładem dziobowym, powiększonym pomostem bojowym, dwoma kominami zamiast trzech i odmiennym rozmieszczeniem wyrzutni torped.
„Arno” zbudowany został w stoczni Ansaldo w Genui na zamówienie Marinha Portuguesa . Stępkę okrętu położono w 1913 roku, a zwodowany został jako NRP „Liz” 22 grudnia 1914 roku .

## Dane taktyczno-techniczne
„Arno” był niewielkim niszczycielem o długości między pionami 70,1 metra, szerokości 6,71 metra i zanurzeniu 2,14 metra . Wyporność standardowa wynosiła 600 ton, a pełna 750 ton  . Okręt napędzany był przez dwa zestawy turbin parowych systemu Parsonsa o łącznej mocy 8000 KM, do których parę dostarczały cztery kotły Yarrow  . Prędkość maksymalna napędzanego dwiema śrubami okrętu wynosiła 29 węzłów .
Na uzbrojenie artyleryjskie okrętu składały się cztery pojedyncze działa kalibru 76 mm (3 cale) QF L/45  . Uzbrojenie uzupełniały trzy pojedyncze wyrzutnie torped kal. 450 mm (18 cali) . 
Załoga okrętu składała się z 70 oficerów, podoficerów i marynarzy .

## Służba
Będący w trakcie prac wyposażeniowych niszczyciel został w maju 1915 roku zakupiony przez rząd brytyjski i wszedł do służby w Royal Navy w czerwcu 1915 roku, jako HMS „Arno” . Tym samym jednostka stała się jedynym zagranicznym okrętem zakupionym przez brytyjską marynarkę  . Niszczyciel pełnił podczas I wojny światowej służbę eskortową na Morzu Śródziemnym . W styczniu 1918 roku niszczyciel otrzymał numer taktyczny D06. Jednostka zatonęła w rejonie Dardaneli 23 marca 1918 roku, po kolizji z brytyjskim niszczycielem HMS „Hope”.